# Bénéwendé Stanislas Sankara
Bénéwendé Stanislas Sankara, né le 23 février 1959 à Toéssin dans le département de Samba au Burkina Faso, est un homme d'État burkinabè, président de l'Union pour la renaissance/Mouvement Patriotique sankariste (UNIR/MPS). Il est président de l'Assemblée nationale par intérim du 19 août au 8 septembre 2017.

## Biographie
Originaire du village maternel de Toéssin où il est né et a grandi, Bénéwendé Stanislas Sankara fait ses études secondaires à Ouahigouya puis travaille dans une plantation en Côte d'Ivoire. Voulant devenir avocat, il fait ses DEUG I et II à l'Université de Ouagadougou puis repart en Côte d'Ivoire faire sa licence, sa maîtrise et passe son Certificat d’aptitude à la profession d’avocat (CAPA) en 1988. Il fait un Diplôme d’études approfondies (DEA) en droit privé et s'inscrit au barreau du Burkina Faso le 9 février 1993 avant de fonder l'année suivante le cabinet Maître Sankara.
Avocat de formation, Bénéwendé Stanislas Sankara participe au Comité de défense de la révolution (CDR) entre 1984 et 1986, pendant la présidence de Thomas Sankara. Il fonde l'UNIR/PS en novembre 2000, et est l'un des trois députés de ce parti à l'Assemblée nationale élue en 2002. Il est par la suite élu au Parlement panafricain. Il démissionne de l'Assemblée nationale et du Parlement panafricain en juin 2005 pour se consacrer à la campagne présidentielle ; lors de l'élection présidentielle du 13 novembre 2005, sur treize candidats présents au premier tour, il se classe deuxième derrière Blaise Compaoré, avec 4,88 % des suffrages.
Lors des élections présidentielles du 21 novembre 2010, Sankara a obtenu 6.34 % des voix et s'est placé au troisième rang derrière Blaise Compaoré et Hama Arba Diallo du PDS.
"Après la mort de Thomas Sankara, nous avons dû militer comme des snipers pour continuer son combat" : Dans une interview d'une heure accordée à Mikaël Doulson Alberca le 26 novembre 2014, Me Sankara retrace son itinéraire depuis l'assassinat de Thomas Sankara en 1987.

## Sources
1. ↑  « Burkina : L'Union pour la Renaissance/Mouvement patriotique sankariste (UNIR/MPS), le nouveau parti dirigé par Me Bénéwendé Sankara - leFaso.net », sur lefaso.net (consulté le 2 août 2023)
2. 1 2  Edouard K. Samboé, « Me Bénéwendé Sankara : "Que le président Blaise Compaoré vienne assumer sa responsabilité devant la justice !" », LeFaso.net, 31 janvier 2019.
3. ↑  Burkina Faso, Nunleys African Election Database, 29 avril 2012
4. ↑  Vidéos ici)